# Amiota flagellata
Amiota flagellata är en tvåvingeart som beskrevs av Toyohi Okada 1971. Amiota flagellata ingår i släktet Amiota och familjen daggflugor. Inga underarter finns listade i Catalogue of Life.